# Charles de Gaulle
Charles André Joseph Marie de Gaulle (Lille, 22. studenog 1890. – Colombey-les-deux-Eglises, 9. studenog 1970.), u Francuskoj često nazivan Général de Gaulle, je bio francuski general i državnik, vršitelj dužnosti 18. predsjednika Francuske.
Prije Drugog svjetskog rata, de Gaulle je bio poznat kao vojni taktičar za oklopno ratovanje te se zalagao za koncentrirano korištenje oklopnih i zračnih snaga. Tijekom rata dosegao je čin brigadnog generala te je bio predsjednik vlade Slobodne Francuske koja je bila u egzilu. Između 1944. i 1946., nakon oslobođenja Francuske od Osovinske okupacije, bio je predsjednik Privremene vlade.
Pozvan da nakon Alžirskog puča 1958. formira novu vladu, inspirirao je novi ustav, te je 1959. stupio na dužnost 1. predsjednika, 18. ukupno, Pete Republike. Njegova politička ideologija je znana kao gaullizam (francuski Gaullisme), a izvršila je velik utjecaj na modernu francusku politiku. Gaullizam, koji je sebe izdigao iznad političkih stranaka i ljevičarsko-desničarskih distinkcija, primarno je karakteriziran željom za samostalnošću unutar okvira hladnog rata, ekonomskim dirigismom i volontarizmom. Iako su većina golista bili ljevičari, ideologija se smatra socijalkonzervativnom, te se navodi kao službena inspiracija za kasniju RPR i današnji UMP, no postoji velika razlika između tih "neogaullističkih" stranka i izvorne ideologije.

## Mladost
Charles de Gaulle rođen je kao treće od petoro djece u socijalkonzervativnoj obitelji rimokatoličke vjere. Rođen u Lilleu 22. studenoga 1890., de Gaulle je odrastao i školovao se u Parizu te kratko vrijeme u Belgiji.
Očeva obitelj bila mu je plemićkog podrijetla iz Normandije i Burgundije, a obitelj s majčine strane bila je obitelj bogatih industrijalaca iz Lillea.
Dodatak de u de Gaulle nije plemićki dodatak, iako je obitelj de Gaulle bila viteškog podrijetla. Najstariji poznati de Gaulle služio je na dovru kralja Filipa II. još u XII. stoljeću. Vjeruje se da je prezime de Gaulle nastalo od njemačkog prezimena de Waulle, što znači zid. Većina starog francuskog plemstva bila je franačkog ili germanskog podrijetla te je često imala germanska prezimena.
De Gaulleov djed Julien-Philippe bio je povjesničar, baka Josephine-Marie književnica koja je pisala pjesme nadahnute kršćanskom vjerom, a otac Henri profesor u privatnoj katoličkoj školi (isusovci) koji je kasnije sam osnovao takvu školu. Na njega je utjecao također njegov stric istog imena, Charles de Gaulle, koji je bio povjesničar i strastveni keltist koji je pisao knjige i pamflete zalagajući se za ujedinjenje Velšana, Škota, Iraca i Britanaca u jedan narod.
Političke debate bila su česta pojava u Charlesovom domu, te je on već kao mlad upoznat s važnim konzervativnim djelima i autorima. Obitelj je bila vrlo patriotski nastrojena, te je Charles odgojen u kultu Nacije. Sam de Gaulle je u svojim memoarima napisao:
Iako tradicionalistička i monarhistička, obitelj de Gaulle je bila i legalistička, te je poštivala institucije Francuske Republike. Socijalne i političke ideje obitelji bile su više liberalne, pod utjecajem socijalno osvještenog katolicizma (Rerum novarum), dok je moralno i religiozno obitelj bila konzervativnija. Tijekom afere Dreyfus obitelj se odvojila od nacionalkonzervativnih krugova te je, iznenađujuće, podržala Alfreda Dreyfusa. Charlesova obitelj je tijekom njegova života bila uvijek spremna pomoći, davala je potporu i bila je darežljiva prema njemu.

## Vojna karijera
Mladi de Gaulle se odlučio za vojnu karijeru, te je četiri godine proveo u vojnoj školi Saint-Cyr. Diplomiravši 1912., pridružio se pješaštvu, a ne elitnim postrojbama.
Tijekom Prvog svjetskog rata, tada, satnik de Gaulle teško je ozlijeđen tijekom stravične bitke za Verdun, te je smatran mrtvim. No, na bojištu su ga našli, ali i zarobili, Nijemci. Nakon pet neuspjelih pokušaja bijega, odveden je u Ingolstadt, gdje je upoznao ruskog poručnika Mihaila Tuhačevskog.
I nakon rata, de Gaulle je ostao u vojsci, uspješno služeći pod generalima kao što su Maxime Weygand i Philippe Pétain. Tijekom Poljsko sovjetskog-rata (1919. – 1921.), volontirao se za francusku misiju u Poljskoj, gdje je djelovao kao instruktor pješaštva u Poljskoj vojsci. Istaknuo se u operacijama oko rijeke Zbrucza, te je odlikovan najvećim poljskim vojnim odlikovanjem - medaljom Virtuti Militari.
Unaprijeđen je u zapovjednika, te mu je ponuđena daljnja karijera u Poljskoj, no odlučio se vratiti u Francusku, gdje je predavao na prestižnoj École Militaire, postavši tako protégé svog starog zapovjednika, Philippea Pétaina. Poljsko sovjetski rat je zbog svoje upotrebe tenkova i brzih menavara uvelike utjecao na de Gaullea. Uzimao je i lekcije, za vlastitu političku i vojnu karijeru, od slavnog  poljskog maršala Józefa Piłsudskog, koji je, desetljećima prije de Gaullea, želio stvoriti federaciju europskih država (Międzymorze).
De Gaulle je, temeljeno na njegovom iskustvu iz rata u Poljskoj (koje je bilo uvelike drugačije od onog iz Prvog svjetskog rata), počeo pisati knjige i članke o reorganizaciji vojske, pogotovo u svojoj knjizi Vers l'Armée de Métier, u kojoj je predlagao osnivanje profesionalne mehanizirane vojske s posebnim oklopnim jedinicama, sličnoj onoj iz teorija koje je oprimjeravala Maginotova linija.
Dok su poglede slične de Gaulleovima podržavali generali kao što su Britanac John Frederick Charles Fuller, Nijemac Heinz Guderian, Amerikanci Dwight D. Eisenhower i George S. Patton, Rus Mihail Tuhačevski i Poljak Władysław Sikorski, većinu de Gaulleovih teorija su odbili mnogi časnici, uključujući i njegovog mentora, Péteina, što je uzrokovalo slabljenje njihovih prijateljskih odnosa.
De Gaulle je pri kraju 1934. i na početku 1935. bio u kontaktu s nonkonformističkom grupom Ordre Nouveau.
Kada je izbio Drugi svjetski rat, de Gaulle je bio samo pukovnik, ponajviše što je tijekom 1920-ih i 1930-ih antagonizirao vojne vođe. Nakon njemačkog probitka kod Sedana 15. svibnja 1940., konačno je dobio zapovjedništvo nad 4. oklopnom divizijom.
Dana 17. svibnja 1940., de Gaulle je napao njemačke tenkove kod Montcorneta. Kako je napao sa samo 200 tenkova i bez zračne potpore, taj napad nije uvelike utjecao na njemačko napredovanje. Bilo je nekakvog uspjeha 28. svibnja, kada je de Gaulle prisilio njemačko pješaštvo na povlačenje kod Caumonta. Ovo je bio jedan od rijetkih francuskih taktičkih uspjeha protiv Nijemaca tijekom cijele vojne kampanje. Premijer Paul Reynaud ga je postavio za izvršnog brigadnog generala (iako je znan samo kao général de Gaulle).
Dana 6. lipnja, Paul Reynaud ga je postavio za dotajnika državne obrane i rata, te ga je postavio kao glavnog za koordinaciju s Ujedinjenom Kraljevstvom. Kao mlađi član vlade, neuspješno se protivio kapitulaciji, te se zalagao da se vlada preseli u Sjevernu Afriku, te da Francuska svoj rat vodi najbolje što može iz svojih kolonija. Služio je kao koordinator s britanskom vladom, a u jutro 16. lipnja je u Londonu, zajedno s britanskim premijerom Churchillom, predložio političku uniju između Francuske i Britanije. Taj projekt bi, tijekom rata, spojio Francusku i Ujedinjeno Kraljevstvo u jednu državu, s jednom vladom i jednom vojskom. To je bio zadnjeminutni pokušaj da se ojača volja onih članova francuske vlade koji su podržavali daljnju borbu protiv Trećeg Reicha.
Avionom se vratio natrag u Bordeaux (privremeno središte vlade), no odmah je saznao da je njegov mentor Philippe Pétain postao premijer u namjeri da pokrene suradnju s Nijemcima i prekine bitku.
Tog dana, de Gaulle je donio najvažniju odluku u svom životu, ali i u modernoj francuskoj povijesti: odbio je prihvatiti kapitulaciju Francuske i pobuniti se protiv legalne (no u njegovim očima nelegitimne) vlade koju je vodio Pétain, te nastaviti borbu protiv Hitlerove Njemačke. U jutro 17. lipnja, sa 100.000 franaka u džepu (koje mu je dao Reynaud), de Gaulle je iz Bordeauxa avionom pobjegao u London, za dlaku izbjegavši njemačke avione. De Gaulle je odbio kapitulaciju Francuske i stvorio novu vladu koja će se boriti protiv Trećeg Reicha, znanu kao Vladu Slobodne Francuske.

## Slobodna Francuska
Dana 18. lipnja, de Gaulle se pripremio obratiti francuskom narodu putem BBC-jeva radija, u Londonu. Britanski kabinet je pokušao zaustaviti razgovor, no odobrio ga je Churchill. De Gaulleov Apel od 18. lipnja je bio emitiran u cijeloj Francuskoj, no čuo ga je jako malen broj ljudi. Čak i Francuzi nisu toliko znali o de Gaulleu u to doba, pa im je njihov govor, u najmanju ruku, djelovao kihotičan. Fraza "Francuska je izgubila bitku, ali ne i rat", koja se pojavila po posterima diljem Britanije, je često krivo asocirana s govorom na radiju, no te riječi ipak skupljaju duh de Gaulleove pozicije. De Gaulle je bio aktivan član Pokreta otpora protiv njemačke okupacije, te je izjavio: "Vatra francuskog otpora ne smije se ugasiti". No de Gaulle je mislio na oružani otpor, no kada su mnogi francuski vojnici objavili da nemaju sredstava za daljnje ratovanje, većina Francuza okrenula se na moralni otpor, na de Gaulleovo razočaranje.
Jako malo ljudi je čulo taj govor jer je BBC slabo slušan u Francuskoj, a većina onih koji su htjeli slušati bili su u izgnanstvu. No, odlomci govora su tiskani u francuskim novinama u neokupiranom, južnom, dijelu Francuske, a sam govor je nekoliko dana za redom repriziran na BBC-u, dok je de Gaulle održao još nekoliko govora tijekom sljedećih noći.
Ubrzo, među svim kaosom u Francuskoj, vijest da je jedan francuski general u Londonu i da odatle širi želju za nastavkom rata i borbom protiv fašističke okupacije, brzo se proširila. Taj govor je i do danas jedan od najpoznatijih govora u francuskoj povijesti.
U Londonu je de Gaulle osnovao i vodio pokret Slobodne Francuske. Dok je SAD i dalje priznavao Vichyevsku Francusku, Churchill se priklonio de Gaulleu, i jedno vrijeme zadržao odnose s Vichyevsom Francuskom, no na koncu je ipak priznao Slobodnu Francusku.
Dana 4. srpnja 1940., vojni sud u Toulouseu je osudio de Gaullea in absentia na 4 godine zatvora. Na drugom suđenju vojnog suda, održanom 2. kolovoza 1940., de Gaulle je osuđen na smrt zbog izdaje.
U razgovorima sa SAD-om i Ujedinjenom Kraljevstvom, de Gaulle je svaki put zahtijevao potpunu slobodu planiranja i napadanja u Francusku korist, tako da je stalno bio na granici da mu Saveznici ukinu suradnju. De Gaulle je razvio veliku sumnju, pogotovo prema Britancima, jer je mislio da žele ukrasti francuske kolonije na Levantu. Clementine Churchill, koja se divila de Gaulleu, jednom ga je upozorila: "Generale, ne smijete mrziti svoje prijatelje više nego što mrzite svoje neprijatelje". De Gaulle je poznato odgovorio: "Francuska nema prijatelja, samo interesa".
Situacija je unatoč svemu bila kompleksna, a de Gaulleovo nepovjernje prema namjerama Britanije i Amerike prema Francuskoj je bilo paralelno s nepovjerenjem američkog političkog vrha prema Slobodnoj Francuskoj, koje je rezultiralo time da taj isti vrh nije duže vrijeme priznao de Gaullea i SF kao predstavnike Francuske, nego Vichyevsku Francusku.
Churchill je često krivo citiran kako je za suradnju s de Gaulleom rekao: "Od svih križeva što sam nosio tijekom rata, najteži je onaj Lorraineski" (time govoreći o simbolu Slobodne Francuske). Tu rečenicu je zapravo rekao general-bojnik Edward Spears.
Tijekom jedne od tih burnih situacija, Churchill je citiran kako je rekao, na franglaisu: "Si vous ne co-operatez, je vous obliterai!".
Radeći s Pokretom otpora i saveznicima u francuskim kolonijama u Africi, nakon anglo-američke invazije Sjeverne Afrike 1942., de Gaulle je svoje središte u svibnju 1943. premjestio u Alžir. Postao je prvi vođa (ispred manje samostalnog Girauda i kandidata kojeg je preferirao SAD) i jedini predsjednik Komiteta nacionalnog oslobođenja.
Nakon oslobođenja Francuske, koje je uslijedilo nakon Operacije Overlord, de Gaulle je brzo uspostavio autoritet Slobdne Francuske i izbjegao Savezničku vojnu vladu. Iz Alžira (tada francuske kolonije) odletio je u Pariz par dana prije oslobođenja, i provozao se gradom u pratnji Savezničkih časnika. De Gaulle je održao poznati govor u kojem je emfazirao ulogu Francuza u oslobođenju njihove države.
Postao je predsjednik Privremene vlade Francuske Republike od rujna 1944. Dok je bio na toj poziciji poslao je CEFEO da uspostavi suverenitet u Francuskoj Indokini 1945. Za zapovjednike u Francuskoj Indokini postavio je Georgesa Thierryja d'Argenlieua i Philippea Leclerc de Hauteclocquea.
De Gaulle je 20. siječnja 1946. podnio ostavku, žaleći se na sukobe između političkih stranaka i na ustav Četvrte Republike, za koji je mislio da previše ovlasti daje Parlamentu. Njegovi nasljednici su redom bili: Félix Gouin (SFIO), Georges Bidault (MRP) i na kraju Léon Blum (SFIO).

## Burne godine
De Gaulleova opozicija prema novopredloženom ustavu propala je jer su ljevičari podržavali parlamentarni režim. Drugi prijedlog za ustav, koji je skoro odobren na referendumu iz listopada 1946., još se manje sviđao de Gaulleu nego prvi.
U travnju 1947. de Gaulle je pokušao reformirati političku scenu tako što je osnovao Rassemblement du Peuple Français (RPF), no nakon početnog uspjeha pokret je izgubio pokretnu silu. U svibnju 1953. se ponovo povukao iz politike, no RPF je nastavio radom do rujna 1955.
Preselio se u mjesto Colombey-les-Deux-Églises, gdje je napisao Mémoires de guerre (Ratne memoare). Tijekom te formalne mirovine, de Gaulle je ostao u kontaktu s bivšim političkim poručnicima iz rata i iz RPF-a, uključujući i simpatizere upletene u politička zbivanja u Alžiru.

## Kolaps Četvrte Republike
Četvrta Republika obilježena je političkom nestabilnošću, neuspjesima u Indokini i nemogućnošću rješavanja alžirske krize. No, donijela je 1956. loi-cadre Deferre, zakon koji je dao nezavisnost Tunisu i Maroku, a premijer Pierre Mendès-France je Indokineski rat priveo kraju na Ženevskoj konferenciji 1954.
Dana 13. svibnja 1958., mještani francuske narodnosti su zauzeli vladine zgrade u Alžiru, suprotstavljajući se onome što su smatrači slabošću francuske vlade spram zahtjeva arapske većine za alžirskom nezavisnošću. Dotadašnji gaulist Jacques Massu osnovao je "Odbor građanske i vojne narodne obrane" kao organ privremene vlasti, kojemu se proglasio predsjednikom. General Raoul Salan, zapovjednik u Alžiru, preko radija je objavio da je vojska "privremeno preuzela odgovornost za sudbinu Francuskog Alžira".
Pod pritiskom Massua, Salan je 15. svibnja, na balkonu vladine zgrade izjavio Vive de Gaulle ! (francuski Živio de Gaulle !). De Gaulleov odgovor dva dana kasnije obznanio je da je spreman "preuzeti ovlasti Republike". Mnogi su se zabrinuli jer su ovaj odgovor vidjeli kao potporu vojske.
Na konferenciji za novinstvo održanoj 19. svibnja, de Gaulle je izjavio da je bio na usluzi države. Kada je jedan novinar iznio zabrinutost mnogih da bi de Gaulle mogao prekršiti ljudske slobode, de Gaulle je odgovorio:
“Jesam li ja to ikada učinio? Upravo suprotno, ja sam ih ponovo uspostavio kada su nestale. Tko stvarno misli da bih ja, u dobi od 67 godina, započeo karijeru diktatora ?”
Kao republikanac po uvjerenju, de Gaulle je tijekom cijele krize držao stav da će vlast prihvatiti samo od zakonskih vlasti.
Kriza se produbila kada su francuske paravojne trupe iz Alžira zauzele Korziku, te počele planove za desant u Pariz (Operacija Uskrsnuće), koji nisu nikad izvršeni. Mnogi političari s raznih strana su podržavali povratak de Gaullea na vlast, ali tome su se suprotstavljali François Mitterrand, Pierre Mendès-France, Alain Savary, Komunistička partija i dr. Navodi se da je Jean-Paul Sartre, egzistencijalistički filozof i pisac, rekao: "Radije bih glasovao za Boga". Dana 29. svibnja, predsjednik René Coty, je zamolio "najčuvenijeg među Francuzima" da postane posljednji Predsjednik Ministarskog vijeća (premijer) Četvrte Republike.
De Gaulle se čvrsto držao nakane da reformira Ustav Četvrte Republike, koji je krivio za tadašnju slabost države. Kao uvjet za povratak na vlast zahtijevao je da mu se na 6 mjeseci daju sve ovlasti te da se francuskom narodu predloži novi ustav. De Gaulle je 1. lipnja 1958. izabran za premijera, a Nacionalna skupština mu je dala vrhovne ovlasti za 6 mjeseci kako je i zahtijevao.
Dana 28. rujna 1958. proveden je referendum o Ustavu: 79,2% glasača bilo je za donošenje novog ustava koji je značio početak Pete Republike. Kolonije su dobile izbor između trenutne nezavisnosti i prihvaćanja novog ustava. Sve kolonije bile su za novi ustav i zamjenu Francuske Unije Francuskom Zajednicom, osim Gvineje, koja je postala prva francuska kolonija u Africi koja je dobila nezavisnost, no po cijenu prestanka dolaska sve pomoći koju je slala Francuska. Alžir time nije bio obuhvaćen, jer je formalnopravno bio dio Francuske, njezin prekomorski teritorij, a ne kolonija.
Prema de Gaulleu, vođa države treba predstavljati "duh naroda" samoj naciji i svijetu: "une certaine idée de la France" ("određena ideja o Francuskoj").

## Uspostava Pete Republike
Na izborima u studenome 1958., de Gaulle i njegovi saveznici (početno organizirani u Union pour la Nouvelle République-Union Démocratique du Travail pa u Union des Démocrates pour la Vème République, a kasnije, kao i danas, u Union des Démocrates pour la République, UDR) osvojili su udobnu većinu. U prosincu 1958., de Gaulle je izabran za predsjednika s ugodnih 78,5 %, a prisegnuo je u siječnju 1959.
Predvidio je snažne ekonomske metode kako bi revitalizirao državu, uključujući i tiskanje novog franka (vrijednog 100 starih franaka). Na međunarodnoj sceni odbio je SAD i SSSR zauzimajući se za samostalniju Francusku s vlastitim nuklearnim oružjem, svojom udarnom snagom (force de frappe) i snažno podržavajući Slobodnu Europu, vjerujući da će zajednica europskih država vratiti slavu starih europskih carstava. Kao kamen temeljac EEZ-a, sebi je postavio Francusko-njemačku suradnju napravivši prvi državni posjet nekog Francuskog vođe Njemačkoj još od Napoleona. Francuska i Njemačka su 1963. potpisale ugovor o prijateljstvu, znan kao Elizejski ugovor. Francuska je također smanjila svoje rezerve dolara zamjenjujući ih zlatom iz SAD-a, time umanjivši utjecaj SAD-a izvan Sjeverne Amerike.
Dana 23. studenog 1959., u jednom govoru u Strasbourgu, de Gaulle je objavio svoju ideju o Europi:
Oui, c'est l'Europe, depuis l'Atlantique jusqu'à l'Oural, c'est toute l'Europe, qui décidera du destin du monde.
(Da, to je Europa, od Atlantika do Urala, to je Europa, to je cijela Europa, to će odrediti sudbinu svijeta.)
Njegov izraz, Europa, od Atlantika do Urala, često je citiran tijekom povijesti europskih integracija. To je sljedećih 10 godina postao de Gaulleov najdraži poklik. Njegova vizija bila je u kontrastu s atlanticizmom SAD-a, Britanije i NATO-a i preferirala je ideju da Europa djeluje kao treći pol između SAD-a i SSSR-a. U svojoj frazi de Gaulle je spominjao i Ural: time je implicitno nudio detant Sovjetima, no njegova je fraza interpretirana i kao isključivanje Ujedinjenog Kraljevstva iz budućnosti Europe.
Stavio je veto na britanski ulazak u EEZ 1963. jer je mislio da Britanija nema političke volje za ulazak u Zajednicu. Mnogi Britanci su de Gaulleov non shvatili kao uvredu, pogotovo zbog uloge koju je Ujedinjeno Kraljevstvo imalo u oslobođenju Francuske 19 godina ranije.
De Gaulle se uvjerio da Francuska ne može vojno pobijediti u Alžiru, stoga se pomirio se s eventualnom nezavisnošću kolonije. To je uvelike naljutilo Francuze u Alžiru pa je de Gaulle bio prisiljen ugušiti dva puča koji su podigli ti Francuzi, od kojih je drugi (Alžirski puč iz travnja 1961.) prijetio direktnom invazijom same Francuske. De Gaulleova vlada je zataškala i Pariški masakr 1961., koji je naredio policijski prefekt Maurice Papon. De Gaulle je bio meta i Organisation armée secrète (OAS), terorističke organizacije koja je nekoliko puta pokušala izvesti atentat na de Gaullea. Najpoznatiji pokušaj bio je 22. kolovoza 1962. kada je Citroën DS, u kojem su se vozili on i njegova supruga, za dlaku izbjegao kišu metaka iz strojnice koju je naredio Jean-Marie Bastien-Thiry. Nakon referenduma o Alžirskom samoopredjeljenju 1961., de Gaulle je dogovorio prestanak borbi u Alžiru u ožujku 1962. Nakon Évianskih sporazuma, koji su ozakonjeni novim referendumom samo mjesec dana kasnije, Alžir je postao samostalan u srpnju 1962.
U rujnu 1962. želio je uvesti ustavni amandman koji bi omogućio da predsjednika Republike biraju birači izravno, što je na referendumu podržalo više od tri petine glasača, unatoč koalicijama koje su se protivile predsjedničkom režimu. Nakon perioda cenzure koji je izglasao parlament 4. listopada 1962., de Gaulle je raspustio Nacionalnu skupštinu i održao nove izbore. Iako su ljevičari napredovali, golisti su pobijedili unatoč opoziciji MRP-a i CNIP-a, koji su kritizirali de Gaulleov euroskepticizam i prezidencijalizam. Iako je alžirsko pitanje riješeno, premijer Michel Debré je zbog takva rješenja dao ostavku, a zamijenio ga je Georges Pompidou.

## Politique de grandeur
S alžirskim sukobom iza sebe, de Gaulle je uspio ostvariti svoja dva primarna cilja: reformu i razvoj francuske ekonomije i promoviranje nezavisne vanjske politike i čvrstog stava na mađunarodnoj sceni. Taj period znan je kao Politique de grandeur.

### "Trideset izvrsnih godina"
U kontekstu populacijskog rasta koji u Francuskoj nije viđen od XVIII. stoljeća, vlada je pod vodstvom premijera Pompidoua nadgledala brzu transformaciju i ekspanziju francuske ekonomije. S dirigismom - jedinstvenom kombinacijom kapitalizma i ekonomije pod državnom upravom - vlada je snažno intervenirala na području ekonomije, koristeći petogodišnje planove kao njezino glavno sredstvo.
Visokoprofilni projekti, uglavnom ali ne uvijek financijski uspješni, su započeti: proširenje luke u Marseilleu (koja je postala 3. europska i 1. sredozemna luka), promocija avio-kompanije Caravelle (prethodnice Airbusa), odluka o početku gradnje masivnog franko-britanskog Concordea u Toulouseu, proširenje francuske autoindustrije s državnim Renaultom u središtu i izgradnja prvih staza za motocikle između Pariza i ostalih provincija.
Tim projektima, francuska ekonomija doživjela je velik rast, neviđen još od XIX. stoljeća. De Gaulle je 1963. stavio veto na britanski ulazak u EEZ, prvi od dva puta. Godine 1964., prvi put u 200 godina, francuski društveni brutoproizvod nadmašio je onaj britanski, a to je potrajalo sve do 1990-ih. U Francuskoj se ljudi tog perioda i danas prisjećaju s nostalgijom, a poznat je kao Trente Glorieuses (francuski "Trideset slavnih godina").

### Četvrta nuklearna sila
Snažna ekonomska potka omogućila je de Gaulleu vođenje nezavisne vanjske politike. Francuska je 1960. postala četvrta zemlja koja je dobila nuklearni arsenal, iskušavši svoju prvu atomsku bombu u alžirskoj pustinji (tajna klauzula Évianskih sporazuma iz 1962. zajedno s FLN-om izjavljuje da: Alžir odobrava... da Francuska koristi određene zračne baze, terene i vojne instalacije koje su joj [Francuskoj] nužne u periodu od 5 godina). Godine 1968., zbog de Gaulleovog inzistiranja, francuski znanstvenici su uspjeli detonirati prvu hidrogensku bombu bez američke pomoći. U potezu koji je smatran uvredom za Britance, de Gaulle je objavio da je Francuska bila treća velika neovisna nuklearna sila, jer je britanska nuklearna sila usko koordinirana s američkom.
Dok je politique de grandeur sigurno bio bitan motiv za takav razvoj, posrijedi je bila i zabrinutost da SAD, zbog vođenja skupoga rata u Vijetnamu, neće moći intervenirati u Europi ako Sovjetski Savez odluči započeti invaziju. De Gaulle je želio osnovati nezavisnu force de frappe. Dodatni efekt bio je da je francuska vojska, koja je bila skroz demoralizirana nakon poraza u Alžiru, zadržana. Godine 1965. Francuska je lansirala u orbitu svoj prvi satelit, postavši tako treća zemlja koja je to učinila, nakon SSSR-a i SAD-a.

### Kina
De Gaulle je bio uvjeren da snažna Francuska može djelovati kao balans između Sjedinjenih Američkih Država i Sovjetskog Saveza, što su njegovi kritičari smatrali zaprao oportunizmom, naročito u SAD-u i Velikoj Britaniji, državama saveznicama Francuske. U siječnju 1964. de Gaulle službeno je priznao Narodnu Republiku Kinu, unatoč američkom opiranju. Osam godina kasnije, predsjednik Richard Nixon posjetio je Kinu i sastao se s Maom Zedongom, te time počeo normalizirati odnose između tih dviju zemalja.
Nixonov prvi međunarodni posjet nakon njegovog izbora za predsjednika odveo ga je u Francusku 1969. I on i de Gaulle su dijelili jednak nevilsonovski pristup svjetskoj politici, vjerujući u nacije i njihove relativne snage, više nego u ideologije, međunarodne organizacije i multilateralne sporazume. De Gaulle je poznat po tome što je Ujedinjene Narode nazvao le Machin (francuski ono nešto).

### Drugi krug
U prosincu 1965. de Gaulle je ponovo izabran za predsjednika Republike u novome sedmogodišnjem mandatu, ali je morao proći i kroz drugi krug glasovanja u kojem je pobijedio Françoisa Mitterranda. U veljači 1966., Francuska se povukla iz zajedničkoga NATO-va zapovjedništva, ali je ostala u toj organizaciji. De Gaulle je, proganjan sjećanjima iz 1940., želio da Francuska ima glavnu riječ oko odluka koje utječu na nju, za razliku od 1930-ih, kada je morala slijediti svoje britanske saveznike. 
U rujnu 1966., u poznatom govoru u Phnom Penhu, Kambodža, de Gaulle je izrazio nezadovoljstvo Francuske zbog američkog uplitanja u Vijetnamski rat, te je rekao da je jedini način za mir na tom području povlačenje SAD-a iz sukoba. Kako je Vijetnamski rat imao svoje korijene u francuskom kolonijalizmu jugoistočne Azije, govor nije pridonio de Gaulleovoj popularnosti među Amerikancima, iako su oni sami kasnije došli do istog zaključka.

### Kriza u Europskoj zajednici
Tijekom osnivanja Europske zajednice, de Gaulle je pomogao u započinjanju jedne od najvećih kriza u EZ-u, Krize prazne stolice. Kriza je uključivala financiranje Zajedničke agrarne politke, no puno važnije i korištenje kvalificiranog većinskog glasovanja u EZ-u. U lipnju 1965., nakon što se Francuska i ostalih 5 članica nisu mogle složiti, de Gaulle je povukao francuske predstavnike iz EZ-a. Odsutnost francuskih predstavnika onemogućila je EZ da donosi odluke sve do Luksemburškog kompromisa koji je donesen u siječnju 1966.

### Šestodnevni rat
Nakon što je u lipnju 1967. po drugi put uložio veto na britanski ulazak u EEZ, de Gaulle je osudio Izrael zbog njegove okupacije Pojasa Gaze prije početka Šestodnevnog rata, rekavši: Izrael organizira, na teritorijima koje je oduzeo, okupaciju koja ne može funkcionirati bez opresije, represije i protjerivanja - a ako se ovome postavi otpor, taj čin zvat će se "terorizam". To je bila velika promjena u francuskoj vanjskoj politici. Do tada, Francuska je bila snažan saveznik, pomažući Izraelu da planira Suesku kampanju 1956.
Za vrijeme de Gaullea, nakon osamostaljenja Alžira, francuska vanjska politka sve je više vukla u korist arapskih zemalja, što je i danas jasan aspekt francuske vanjske politike. Izraelsko vodstvo se, izneneđeno tim hirom, kako su ga smatrali, obratilo SAD-u za pomoć.
No, de Gaulle je podržavao princip pravednog rješenja i za Arape i za Židove na Srednjom istoku u nadležnosti Ujedinjenih Naroda. Ovo je izjavio nakon prihvaćanja UN-ove rezolucije 242, na press-konferenciji od 27. studenog 1967., te je to isto iznio u pismu Davidu Ben-Gurionu koje je poslao 9. siječnja 1968.

### Nigerijski građanski rat
Tijekom Nigerijskog građanskog rata 1967. – 1970., de Gaulleova vlada podržavala je pokušaj međunarodno nepriznate Republike Biafre da se osamostali od Nigerije. Unatoč nedostatku službenog priznanja, de Gaulle je osigurao vojnu pomoć kroz bivše francuske afričke kolonije. Ujedinjeno Kraljevstvo se protivilo de Gaulleovom stavu, no on je političku situaciju naroda Igbo u Nigeriji usporedio s položajem frankofonskih Kvebečana u Kanadi.

### Vive le Québec Libre!
U srpnju 1967., de Gaulle je posjetio Kanadu koja je bila domaćin svjetske izložbe Expo 67'. Dana 24. srpnja, govoreći pred masom na balkonu gradske vijećnice u Montrealu, de Gaulle je uzviknuo Vive le Québec ! (francuski Živio Québec !), a odmah nakon toga Vive le Québec Libre ! (francuski Živio slobodni Québec !). Kanadski mediji su snažno kritizirali tu izjavu, a premijer Kanade Lester B. Pearson, koji je bio vojnik u Prvom svjetskom ratu i dobitnik Nobelove nagrade za mir, je rekao: Kanađane ne treba oslobađati. De Gaulle je sljedeći dan samovoljno napustio Kanadu, bez odlaska u Ottawu, kako je planirano. Govor je uzrokovao zaprepaštenje u "Engleskoj Kanadi", a doveo je i do ozbiljnog puknuća diplomatskih odnosa između dvaju zemalja. No, Pokret za suvereni Québec taj je događaj vidio kao prekretnicu.
U prosincu 1967., držeći do solidarnosti kontinentalne Europe, de Gaulle je ponovo odbio ulazak Britanaca u EEZ.

### Ocjena
Mnogi su ocijenili da je Politique de grandeur bio prevelik i preambiciozan potez za Francusku. Ta politika, je po nekima, bila ostvariva samo radi de Gaullove odlučnosti, no nije mogla biti dugoročno rješenje. No u svakom slučaju, ta politika se u Francuskoj pamti kao definirajuća era moderne francuske vanjske politike, te i danas uvelike inspirira politiku.

## Svibanj 1968.
De Gaulleova vlada je kritizirana unutar Francuske, ponajviše zbog njezina grubog stila. Dok su tiskani mediji i izbori bili slobodni, država je držala monopol nad televizijom i radijom (no, postojale su i privatne TV i radio stanice, vidi ORTF). U mnogim aspektima, društvo je bilo tradicionalističko i represivno, pogotovo u pogledu društvenog položaja žena. Mnogi faktori su pridonijeli tome da su se pojedini dijelovi društva, naročito studentska mladost, počeli opirati tom načinu života, što je i prouzročilo svibnja 1968.
Masovne demonstracije i štrajkovi u Francuskoj u svibnju 1968. doveli su u pitanje de Gaulleovu legitimnost. Na kratko je pobjegao u Baden-Baden i sastao se s Massuom, francuskim zapovjednikom u Njemačkoj. Prema neslužbenim izborima, njih dvojica su razgovarali o mogućoj intervenciji vojske protiv štrajkaša.
Na privatnom sastanku oko zahtjeva studenata i radnika za njihovo izravno sudjelovanje u vladi i biznisu, sastavio je frazu "La réforme oui, la chienlit non", koja se može prevesti kao "reforme da, maskarada/kaos ne". Fraza se danas često koristi u francuskoj politici, korištena i kao kritika i kao ironija koja asocira na de Gaullea.
No, de Gaulle je prihvatio neke od zahtjeva štrajkaša. Ponovo je razmišljao o referendumu, no Pompidou ga je uvjerio da raspusti Parlament i raspiše izbore. Izbori u lipnju 1968. bili su velik uspjeh za goliste i njihove saveznike. Kada se pogleda "shema" revolucije ili građanskog rata, većina naroda se oslonila na njega. Njegova stranka dobila je 358 od 487 mandata. U srpnju je Georges Pompidou iznenada zamijenjen Mauriceom Couveom de Murvilleom.

## Umirovljenje i smrt
Charles de Gaulle je s mjesta predsjednika odstupio 28. travnja 1969., nakon poraza njegovog referenduma o pretvaranju Senata u savjetničko tijelo, te davanja većih ovlasti oblasnim vijećima. Neki su rekli da je taj referendum bio svjesno političko samoubojstvo koje je de Gaulle počinio nakon traumatizirajućeg svibnja 1968. Kao i 1946., de Gaulle je odbio ostati na poziciji bez podrške naroda.
Ponovo se povukao u Colombey-les-Deux-Églises, gdje je iznenadno umro 1970., dva tjedna prije svog 80. rođendana, dok je pisao memoare. Iako je do tada bio jako dobrog zdravstvenog stanja, unatoč operaciji na prostati nekoliko godina prije, te noći je navodno, nakon što je pogledao vijesti, sjedio u svojoj fotelji i odjednom rekao "Ovdje me boli nešto", pokazujući na svoj vrat, samo par sekunda prije nego što je pao u nesvijest od posljedica cerebrelnog aneurizma. Preminuo je u roku od nekoliko minuta.
De Gaulle je sve sredio kako bi bio pokopan u Colombeyju, te da nijedan predsjednik i ministar ne dođe na pogreb, samo njegovi Compagnons de la Libération. Vođe države su se morali zadovoljiti istodobnom ceremonijom u katedrali Nôtre-Dame. Do groba je prevezen na tenku, a kada su ga spuštali u grob, počela su zvoniti zvona u svoj Francuskoj, a počela je Nôtre-Dame.
Izrijekom je želio da na njegovoj nadgrobnoj ploči piše samo njegovo ime i godine rođenja i smrti. Tako na njoj piše Charles de Gaulle, 1890-1970.
Za razliku od drugih političara, de Gaulle je umro skoro u bijedi i siromaštvu. Kada je otišao u mirovinu, nije prihvatio mirovine na koje je imao pravo kao umirovljeni general i predsjednik. Samo je prihvatio penziju na koju pravo imaju pukovnici.
Njegova obitelj je morala prodati kuću u Boisserieu. Kupila ju je jedna zaklada, pa je danas ona Muzej Charles de Gaulle.

## Privatni život
Charles de Gaulle se oženio Yvonneom Vendroux (Tante Yvonne; njemački: Teta Yvonne) 7. travnja 1921. Imali su troje djece, sina Philippea (rođen 1921.), i kćeri Élisabeth (1924. – 2013.), koja se udala za generala de Boissieua, i Anne (1928. – 1948.), koja je imala Downov sindrom. Prema kćeri Anne ponašao se puno bolje, nego što se većina roditelja toga vremena ponašala prema svojoj djeci koja su imala Downow sindrom. Bila mu je omiljena, ponašao se prema njoj s posebnom ljubavi i pažnjom.
Jedan od Charlesovih unuka, Charles de Gaulle, bio je član Europskog parlamenta od 1994. do 2004. Mnogi članovi rekli su da je Charles de Gaulle, mlađi, naročito Philippe de Gaulle (u nekoliko TV emisija u kojma je promovirao svoju knjigu De Gaulle, mon père), "sramota obitelji".
Još jedan unuk, Jean de Gaulle, član je francuskog Parlamenta.

## De Gaulle danas
Iako kontroverzan kroz svoju političku karijeru, manje među ideološkim protivnicima na lijevoj strani i prekomorskim strateškim partnerima, de Gaulle i danas uživa enormno poštovanje diljem Francuske i svijeta, a njegovo predsjedništvo gleda se kao povratak Francuske na političku stabilnost i međunarodnu scenu. Među svojim podržavateljima, znan je kao roi juste ("pravedni kralj") - utjelovljenje pravednog i dobrog političkog vođe. De Gaulleov novi ustav za Petu Republiku ostvario je dugoročnu želju za snažnom, centralnom, jedinstvenom političkom pozicijom, povezanom s monarhijom, no temeljenom na demokraciji.
Njegovi protivnici su novi ustav vidjeli kao preinačivanje starog cezaropapizma, s predsjednikom na čelu koji je imao skoro monarhističke ovlasti kao u ancien regimeu. No, unatoč kritikama, sustav Pete Republike (une certaine idée de la France) pokazao se iznimno uspješnim i stabilnim, naročito u usporedbi sa sustavom Četvrte Republike.
U domovini, uza sve greške u de Gaulleovu pristupu, pod njegovim je predsjedništvom postignut povratak na ekonomsku stabilnost nakon neuspješnoga poslijeratnog početka, uza zadržavanje velikog dijela društvenih kontakata koji su u prijašnjim desetljećima imali zaposlenici i radna snaga. Povezani dirigisme iz ranih desetljeća Pete Republike i danas je ostao u omjerima s modernim trendom zapadne ekonomske ortodoksije. No ipak su ta desetljaća uvelike poboljšala životni standard Francuza.
De Gaulleov predsjednički stil vlade nastavljen je i od strane njegovih nasljednika. Međunarodno, emfaza na Francusku nezavisnost koja je uvelike karakterizirala de Gaulleovu vladu i danas je kamen temeljac farncuske vanjske politike, zajedno s poboljšanjem odnosa s rivalom Njemačkom, što se i danas u obje zemlje gleda kao temelj europskih integracija.

## Djela
Napomena: de Gaulleova djela nisu izdavana na hrvatskom jeziku tako da su neki naslovi ostali na francuskom, a neki su prijevodi naslova s engleskog jezika.
- La Discorde Chez l'Ennemi (1924.); Neprijateljev dom podijeljen
- Histoire des Troupes du Levant (1931.) de Gaulle, Yvon i de Mierry su zajedno surađivali na knjizi; Povijest levantskoh trupa
- Le Fil de l'Epée (1932.); Vrh mača
- Vers l'Armée de Métier (1934.); Vojska budućnosti
- La France et son Armée (1938.); Francuska i njezina vojska
- Trois Etudes (1945.)
- Mémoires de Guerre; Ratni memoari
  - Dio I. - L'Appel 1940–1942 (1954.); Poziv časti
  - Dio II. - L'Unité, 1942–1944 (1956.); Jedinstvo
  - Dio III. - Le Salut, 1944–1946 (1959.); Spas
- Mémoires d'Espoir
  - Dio I. - Le Renouveau 1958–1962 (1970.)
- Discours et Messages 
  - Dio I. - Pendant la Guerre 1940–1946 (1970.)
  - Dio II. - Dans l'attente 1946–1958 (1970.)
  - Dio III. - Avec le Renouveau 1958–1962 (1970.)
  - Dio IV. - Pour l'Effort 1962–1965 (1970.)
  - Dio V. - Vers le Terme 1966–1969

## Vanjske poveznice
- Charles de Gaulle World History Database
- News, speech excerpts and quotations
- De Gaulle's policy in the Middle East
- Biography resources dedicated to Charles de Gaulle
- De Gaulleov govor 22. lipnja 1940.
- Audio isječci drugih govora, pune tekstove drugih govora i reprodukcije postera možete naći